# Ljoedmila Pavlitsjenko
Ljoedmila Michailovna Pavlitsjenko (Russisch: Людмила Михайловна Павличенко) (Bila Tserkva (keizerrijk Rusland), 12 juli 1916 - Moskou (Sovjet-Unie), 10 oktober 1974) was majoor in het Rode Leger.
Als sluipschutter schreef ze in de Tweede Wereldoorlog 309 officieel bevestigde doden op haar naam; hiermee is ze de meest succesvolle vrouwelijke sluipschutter ooit. Daarna bezocht ze in 1942 de Verenigde Staten voor propagandadoeleinden.
In de Tweede Wereldoorlog had het Rode Leger 2000 vrouwelijke sluipschutters, van wie 500 de oorlog zouden overleven.
Voor de oorlog was zij studente geschiedenis aan de universiteit van Kiev. Ze kwam terecht bij de 25e divisie fuseliers van het Onafhankelijke Zeeleger, en vertrok naar Moldavië.

## Onderscheidingen
- Held van de Sovjet-Unie (nr. 1218) op 25 oktober 1943
- Leninorde
- Medaille voor de Verdediging van Odessa
- Medaille voor de Gewapende Strijd
- Medaille voor de Verdediging van Sebastopol
- Medaille voor de Overwinning over Duitsland in de Grote Patriottische Oorlog 1941-1945

## Overig
In 2015 werd een film over haar gemaakt, in Nederland uitgebracht op dvd onder de titel Red Sniper.